# Бронзова доба

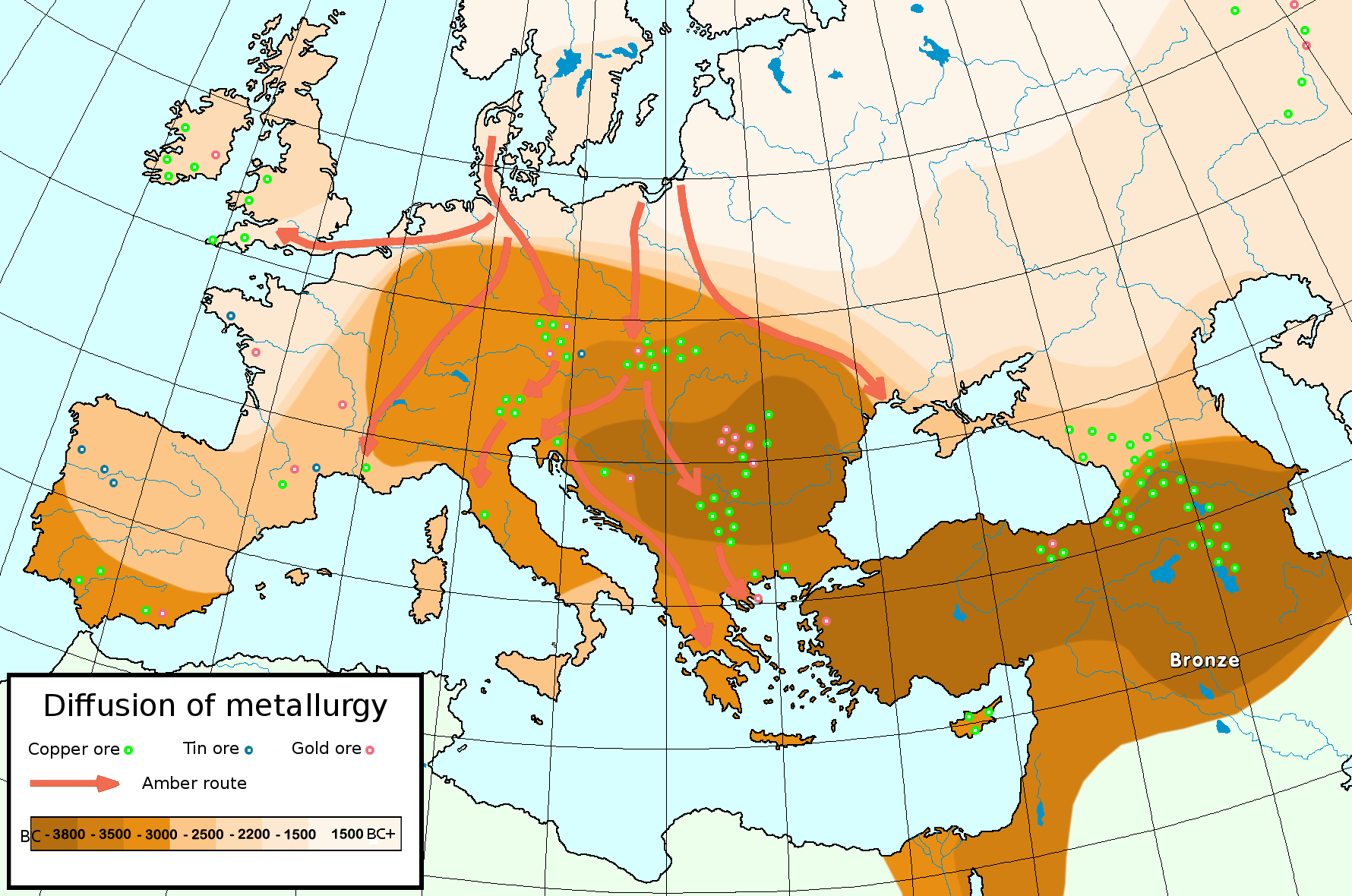
Поширення металургії в Старому світі до середини 2 тисячоліття. Темніші області найстарші. Зеленими цятками позначені родовища міді, синіми — олова, червоними — золота. Стрілкою позначені шляхи розповсюдження бурштину.

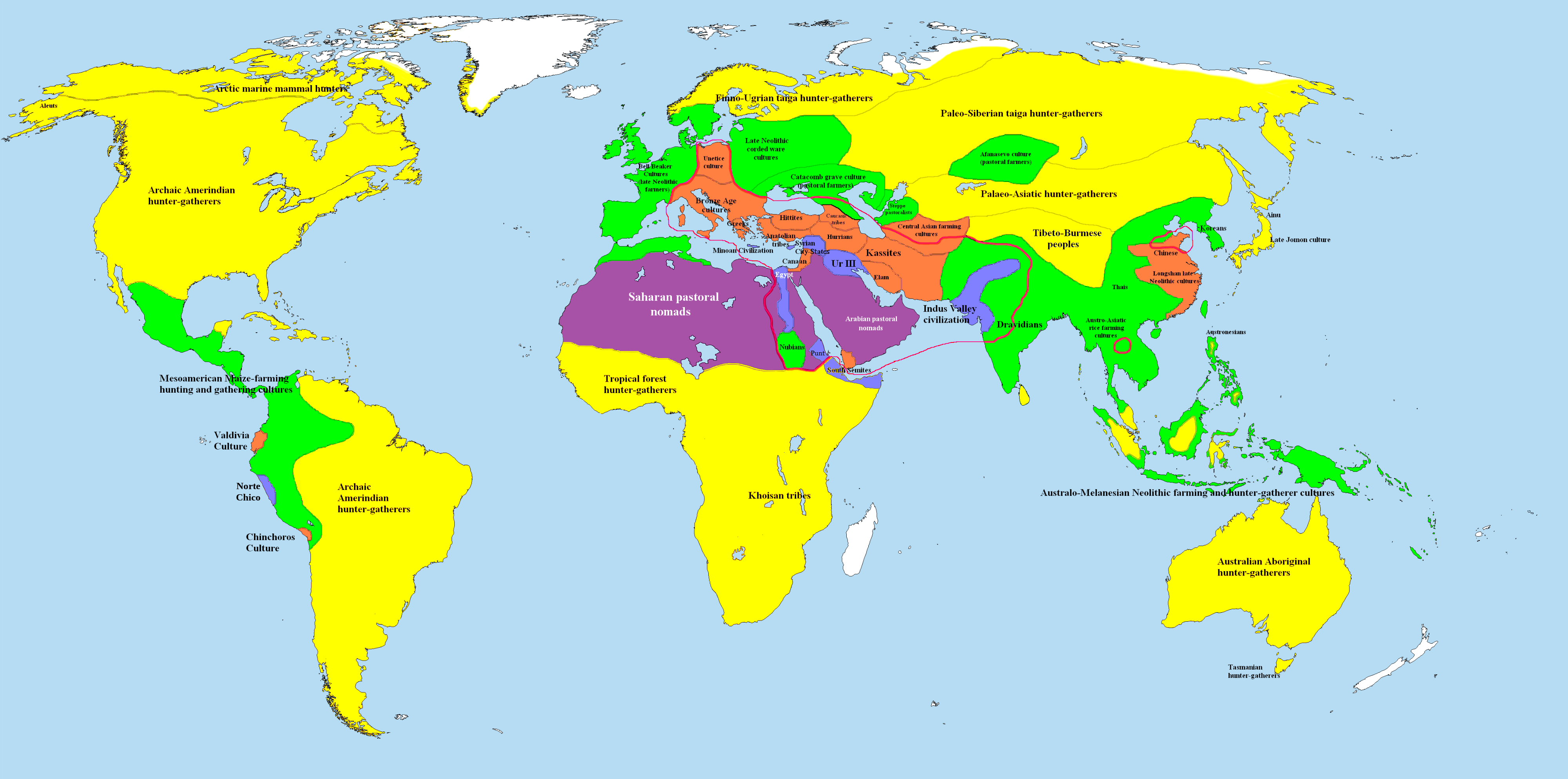
Мисливці
Скотарі-кочівники
Землероби
Землероби/Ранні цивілізації
Ранні цивілізації
незаселені зони
- Рожева межа — бронзова доба на 2000 до н. е.

Бро́нзова доба́ — культурно-історичний період історії людства, який прийшов на зміну енеоліту (мідній добі) — перехідному періоду після кам'яної доби. Характеризується виготовленням і використанням бронзових знарядь праці та зброї із бронзи, появою кочового скотарства, поливного рільництва, писемності, рабовласницьких держав (кінець ІІІ — початок I тисячоліття до н. е.). Бронзова доба змінилася залізною добою у I тисячолітті до н. е. Загалом хронологічні рамки бронзової доби такі: 35/33 — 13/11 століття до н. е., однак у різних культур вони різняться.
Схему тріади діб (камінь, мідь, залізо) запропонував і теоретично обґрунтував 1836 року данський археолог, хранитель колекцій Копенгагенського археологічного музею Х. Томсен

## Етимологія терміна
Термін бронзова доба вперше зустрічається у книзі «Роботи і дні» Гесіода, яку прийнято називати «Доби людства», де історія людства поділена на 5 періодів: золоту, срібну, бронзову, доба героїв та залізну добу.
З розвитком археології у самостійну науку, данський археолог Християн Юргенсен Томсен запропонував періодизацію доісторичного періоду людства на основі класифікації артефактів за матеріалом, з якого вироблені знаряддя праці. Ця класифікація артефактів бронзової доби найбільш прийнятна для археологічних знахідок Середземномор'я та Близького Сходу. Водночас, в археологічних культурах Стародавнього Китаю виділити бронзову і залізну добу важче.

## Бронзова металургія
Визначенням бронзової доби є виплавка та металообробка бронзи, — штучного сплаву міді з оловом, арсеном, свинцем, цинком або іншими металами. Бронза плавиться легше за мідь, а вироби з неї твердіші й гостріші за мідні. Найдавніші вироби з бронзи знайдені в Месопотамії та Південному Ірані датовані IV тисячоріччям до н. е.. Наприкінці IV тисячоріччі до н. е. вони поширилися у Малу Азію та Єгипет. У III тисячоріччі до н. е. бронзові вироби вже виробляються на території сучасної України, на всьому Півдні Європи та в Індії. У II тисячоріччі до н. е. металургія бронзи поширюється у Китаї та решті регіонів Європи. Наостанку бронзова доба фіксується в Африці у І тисячоріччі до н. е. та Південній Америці у І тисячоріччі нашої ери.
У Месопотамії та Єгипті бронзова доба збігається з утворенням первинних цивілізацій. У II тисячоріччі до н. е. утворюються держави бронзової доби на островах Егейського моря та на півдні Балканського півострова (Кріто-Мікенська цивілізація). У інших краях поширення бронзової доби проходили доцивілізаційні процеси.
Металургія бронзи привела до появи нових осередків металообробки, гірничо-металургійних центрів та металургійних провінцій. Терени України в періоди ранньої та середньої бронзи входили до складу Циркумпонтійської металургійної провінції, а на етапі пізньої бронзи — Євразійської та Європейської металургійних провінцій. Вироби з бронзи використовували поряд із кам'яними, поступово витісняючи їх.

## Характерні риси
З кінця IV тисячоліття до н. е. метал почав відігравати у житті людини дедалі значимішу роль, принципові зміни наступили з відкриттям бронзи (сплаву олова і міді) і її широким поширенням. Видобуток і обробка металу вимагали великого вміння та спеціалізації. Тому ливарна справа, як і гончарна, а пізніше ткацька стали самостійними галузями.

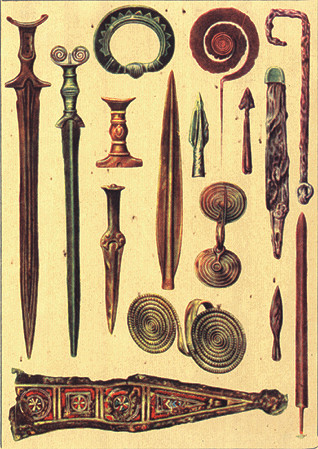
Зброя та інші знаряддя Бронзової доби

Поліпшилась обробка землі, що сприяло подальшому вдосконаленню виробництва. Люди отримали можливість вести господарство однією сім'єю, в розпорядженні якої залишалися всі надлишки виробленого. Так зародилася приватна власність, що призвела до майнової диференціації.
Однією з ознак бронзової доби є формування ряду гірничо-металургійних областей (наприклад: Кавказ, Південний Урал, Центральний Казахстан тощо), що значно вплинуло на розвиток тих чи інших регіонів.
З винаходом бронзи значно розширився обмін і контакти між окремими районами Землі, що сприяло поширенню бронзових знарядь праці на район, де не було сировини для виплавки металів. Почалися військові зіткнення за оволодіння худобою, ріллею, металом, з'явилися військові керівники, виник культ вождя. Особливе ставлення до вождя як до героя зберігалося навіть після його смерті. Саме в епоху металу входять в звичай великі поховальні споруди — кургани. Розміри курганів, кількість і якість встановлених в них речей свідчать про особливе положення померлого в суспільстві, про його майнову перевагу. Безліч курганів епохи бронзи вивчені на території Донецької області.
У бронзову добу були сформовані кілька видів спільнот: протоміських центрів у Передній та Середній Азії із зрошувальним землеробством та розвиненим ремеслом, осілих землеробів та скотарів.
Одним з основних видів творчості стає художня обробка металів. Досить швидко людина оволоділа різними її видами: кування, лиття, карбування, гравіювання по металу. У великій кількості починають виготовлятися металеві прикраси: браслети, кільця, сережки, підвіски, обручі, бляшки, які нашивалися на одяг, пояси, пряжки, застібки для одягу — фібули. Особливе значення надавалося прикрашанню зброї. У скульптурному завершенні руків'їв часто зустрічаються зображення звірів. У похованнях епохи бронзи знаходять металеві посудини, прикрашені гравіюванням, призначені для якихось особливих випадків. З'являються дрібні вилиті скульптурні зображення. Дуже характерна деталь, що відображає зміни в суспільному устрій: жіночі зображення зникають, головним стає чоловічий образ.
У орнаментах, дрібній пластиці, прикрасах предметів практичного призначення одне з головних місць продовжує займати тваринний світ: зображення тварин або окремих частин їхніх тіл (кіготь, дзьоб, голова). Складається напрям в декоративно-прикладному мистецтві, що отримав назву «звіриний стиль».

## Загальна хронологія
Загалом, у більшій частині світу бронзовій добі передувала доба неоліту, проте в деяких регіонах епосі бронзи передував перехідний період від неоліту до бронзової доби — енеоліт (мідно-кам'яна доба). Поряд з цим, деякі регіони (наприклад, в Субсахарській Африці) перейшли до залізної доби, оминувши бронзову.
Хронологічно поділяють бронзову на:
- ранню бронзову добу
- середню бронзову добу
- пізню бронзову добу

У ранній період бронзової доби зона археологічних культур з використанням бронзових знарядь праці охоплювала 8—10 млн км², а наприкінці епохи бронзи площа цієї зони досягла 40—43 млн км².

### Рання бронзова доба
Місцем першого застосування металевих знарядь праці став Близький Схід, де мідь була відома з 4-го тис. до н. е. У кількох районах Передньої Азії з'явились і перші вироби з бронзи. Найранніші бронзові вироби з домішками олова, датовані кінцем 4-го ст. до н. е., були знайдені в Ірані. Бронзові вироби з домішками арсену вироблялись в Анатолії та на Кавказі на поч. 3-го тис. до н. е. В той же час, деякі вироби Майкопської культури датовані сер. 4 — сер. 3 тис. до н. е.
У першій половині 4 тис. до н. е. відбувся розпад Балкансько-Карпатської металургійної провінції та формування близько 35—33 ст. до н. е. Циркумпонтійської металургійної провінції, що стало фактичним початком бронзової доби. Циркумпонтійська металургійна провінція, яка у ранню та середню бронзову добу була найголовнішим осередком виробництва бронзи, поширювалась на міднорудні центри Південного Кавказу, Анатолії, Балкано-Карпатського регіону, Егейських островів. На захід від неї функціонували гірничо-металургійні центри Південних Альп, Іберійського півострова та Британських островів, а на південь та південний схід — існували бронзові культури Єгипту, Аравії, Ірану та Афганістану.
З початком бронзової доби сформувались 2 основні блоки спільнот Євразії: південніше гірського поясу від Саянських гір через Кавказ, Карпати до Альп сформувались спільноти із землеробсько-тваринницьким господарством, складною соціальною структурою, на основі якої з'явились міста, писемність та держави. На північ від гірського поясу у Євразійських степах сформувались спільноти кочових скотарів.

### Середня бронзова доба
У середню бронзову добу (26/25 — 20/19 ст. до н. е.) регіон використання бронзових знарядь праці поширюється, головним чином у північному напрямку. В цей час ще зберігається домінування Циркумпонтійської металургійної провінції на іншими регіонами виробництва бронзи.

### Пізня бронзова доба
На зламі 3 та 2 тисячоліть до н. е. відбувається розпад Циркумпонтійської металургійної провінції. Разом з тим починається пізній етап бронзової доби. Формується ряд нових металургійних провінцій. Серед них найбільшою була Євразійська степова металургійна провінція (близько 8 млн км²), яка успадкувала традиції Циркумпонтійської металургійної провінції. На південь від неї функціонувала Кавказька та Ірано-Афганська металургійні провінції, які були невеликими за площею охоплення, але відрізнялись різноманіттям форм виробів та характером сплавів. На території від Саянських та Алтайських гір до Індокитаю сформувались виробничі центри Східно-Азійської металургійної провінції. Високоякісні вироби різноманітних форм, які здебільшого зосереджені у великих та численних скарбах, вироблялись Європейською металургійною провінцією, яка охоплювала території від Північних Балках до Атлантичного узбережжя Європи. На південь від неї розташовувалась Середземноморська металургійна провінція, яка відрізнялась від Європейської технологією виробництва та формами виробів.
Саме у пізню бронзову добу сформувалися протоміські центри, які функціонували в умовах економіки зрошувального землеробства. Водночас у степах Євразії склалися переважно іраномовні спільноти скотарів, які у цю добу переживали свій розквіт. Посилилися контакти з мешканцями лісової зони, на прикордонні з якою склалися змішані культури.
У 13—12 століттях до н. е. відбувається розпад та зміна культур практично на всьому просторі Євразії від Атлантики до Тихого океану, і протягом кількох століть — до 10/8 ст. до н. е. відбуваються значні переселення народів. Цей період отримав назву катастрофи бронзової доби. Одночасно починається перехід до залізної доби. Найдовше зберігались осередки культур бронзової доби у Атлантичній Європі, на якій розселялись кельтські племена.

## Регіональні особливості

### Бронзова доба в степовій смузі
Курганна гіпотеза відносить до періоду пізньої бронзи розкол раніше єдиної протоіндоєвропейської спільноти, яка населяла причорноморські степи. Позначення бронзи в різних індоєвропейських мовах походять від одного кореня. Марія Гімбутас і її послідовники пов'язують з протоіндоєвропейцями такі культури ранньої бронзової доби, як катакомбна і ямна.
На початку II тис. до н. е. починається поширення індоєвропейських племен на Схід і Захід. Андроновська культура, яку пов'язують з індоіранцями, займає великі простори Центральної Євразії (див. Сінташта, Аркаїм). Запорукою успіху поширення індоєвропейців стала наявність у них таких новаторських технологій, як колісниця і меч.
Впливом європеоїдних прибульців із заходу відзначені культури бронзової доби в Південному Сибіру — в першу чергу, Карасукська і тагарська. Знахідки ідентичної зброї на території в тисячі кілометрів (т. зв. Сеймінсько-турбінський феномен) дозволяють археологам припустити, що над тубільними народами лісової смуги Євразії з XVI ст. до н. е. панувала якась рухлива дружинна еліта

### Близький Схід
Бронзова доба на Близькому сході почалася з Анатолії (сучасна Туреччина). Гори Анатолійського нагір'я володіли багатими покладами міді та олова. Також мідь добувалася на Кіпрі, в Давньому Єгипті, Ізраїлі, Вірменському нагір'ї,Ірані і навколо Перської затоки. Мідь зазвичай змішувалася з арсеном, і все ж зростаючі потреби в регіоні в олові привели до створення торгових маршрутів, що ведуть з Анатолії. Також морськими маршрутами мідь імпортувалася в Стародавній Єгипет і Давню Месопотамію.
Рання бронзова доба характеризується урбанізацією і появою міст-держав, а також появою писемності (Урук, IV тисячоліття до н. е.). У Середню бронзову добу відбулася суттєва розстановка сил в регіоні, (амореї, хетти, хуррити, гіксоси і можливо ізраїльтяни).

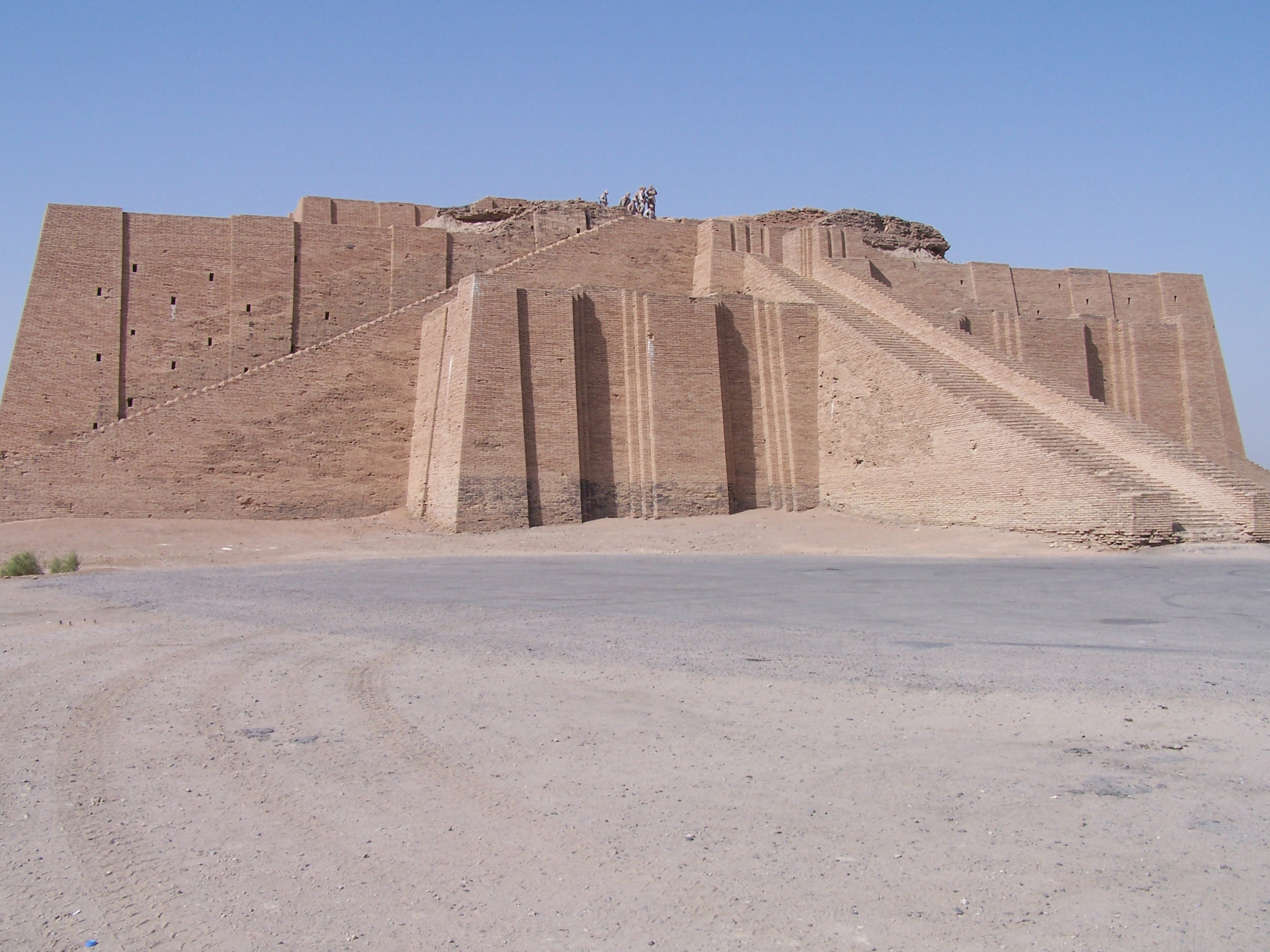
Зикурат в Урі — пам'ятник шумерської архітектури бронзової доби.

Пізня бронзова доба характеризована конкуренцією потужних держав регіону та їх васалів (Стародавній Єгипет, Ассирія, Вавилон, хетти, Мітаннійці). Великі контакти були встановлені з егейською цивілізацією (ахейці), в якій мідь грала важливу роль. Бронзова доба на Близькому сході завершилася історичним явищем, яке в середовищі професіоналів прийнято називати бронзовий колапс. Це явище відбилося на всьому Східному Середземномор'ї і Близькому сході. Залізо з'явилося на Близькому сході, а також в Анатолії, вже в пізній бронзовій добі. Набуття чинності залізної доби ознаменувалося скоріше політичними мотивами, ніж проривом в області металургії.
Перші вироби з бронзи на Близькому Сході знайдені у Шумері у 4 тисячолітті до н. е., де було застосовано зрошуване цілорічне землеробство, базоване на примусовій праці рабів, підґрунтям для чого став розвиток соціальної структури. На Близькому Сході було створено перші централізовані рабовласницькі держави, вперше було запроваджено писемне законодавство, використовувалася розвинена система писемності, винайдено гончарний круг, організоване військо.

#### Періодизація
Хронологія бронзової доби на Близькому Сході
Періодизація бронзової доби Близького Сходу
Бронзова доба Стародавнього Близького Сходу поділяється на наступні періоди:

#### Межиріччя
Початок доби бронзи у Межиріччі датується приблизно 29 століттям до н. е., а закінчення припасає на період каситів. У цей час виникає ряд міст-держав Шумеру та Аккаду. В останній третині 3 тисячоліття була створена єдина Аккадська держава, якій були підпорядковані міста Межиріччя. По тому державним центром став Ур. Пізніше Межиріччя опинилося під владою Ассирії та Вавилонії.
Поділ на періоди бронзової доби щодо Межиріччя не застосовується. Натомість використовується періодизація за державними об'єднаннями на території регіону. Якщо у середню бронзову добу найбільшим містом був Ур, то у пізню бронзову добу ним став Вавилон. Загалом, в містах Межиріччя не рідко проживало по кілька десятків тисяч осіб.
Вавилон, який був заснований у 23 столітті до н. е., на початку 2 тисячоліття до н.е. став центром Вавилонії, і був значним економічним та культурним центром протягом бронзової доби та ранньої залізної доби. Для офіційного користування була прийнята аккадська мова. Натомість шумерська мова мала релігійне призначення. Аккадські та шумерські традиції мали значний вплив на формувався вавилонської культури.

### Європа

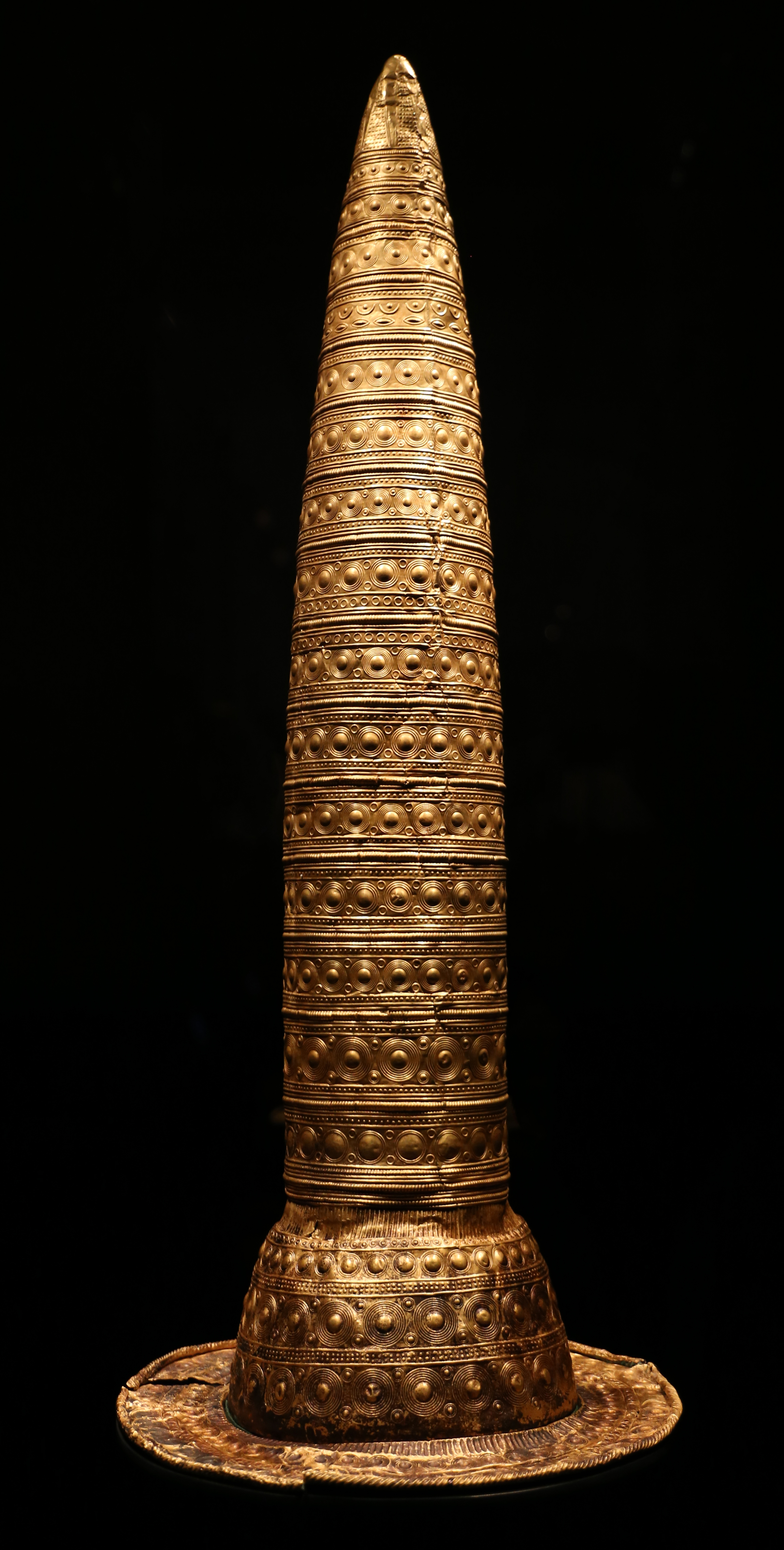
Берлінський золотий капелюх. Такі золоті капелюхи носили кельтські жерці бронзової доби.

На бронзову добу припадає проникнення в Європу індоєвропейських племен, яке поклало край багатовіковому розвитку Старої Європи. Основні культури бронзової доби в Європі — Унетицька, похоронних полів, террамарська, лужицька, білогрудівська.

### Егейські острови
Перші міста-держави, утворені в XVII—XVI ст. до н. е. — Мікени, Тиринф, Пілос — мали тісні культурні та торговельні зв'язки з Критом, мікенська культура багато що запозичила від мінойської цивілізації, вплив якої відчувається в культових обрядах, світського життя, художніх пам'ятниках; безсумнівно, від критян було сприйнято мистецтво будівлі судів і інших адміністративних споруд.
У XV—XIII ст. до н. е. ахейці завоювали Крит і Кіклади, колонізували численні острови в Егейському морі, заснували ряд поселень в глибині території Греції, на місці яких пізніше виросли знамениті античні міста-держави — Коринф, Афіни, Дельфи, Фіви. Цей період вважається часом розквіту мікенської цивілізації.
Егейська культура встановила велику торговельну мережу. Ця мережа імпортувала олово і деревне вугілля на Кіпр, де олово сплавлялось з міддю для отримання бронзи. Бронза користувалася величезним попитом не тільки в Середземномор'ї, але й за його межами. Ізотопний аналіз деяких зразків міді показав, що деяка її частина імпортувалася навіть з такої віддаленої області, такої як Велика Британія. У той час отримало найширший розвиток таке ремесло як навігація. Навігація до того моменту досягла такого рівня, якого не досягала до приблизно 1750 н. е. Наприклад, мореплавці Егейського моря вміли визначати довготу, на якій вони знаходяться. Очевидно, що мінойська цивілізація з центром в Кноссі, координувала і захищала цю торгівлю.

### Середня і Південна Азія
Бронзова доба на Індійському субконтиненті почалася в 34 столітті до н. е., в епоху зародження Цивілізації долини річки Інд. Як показали археологічні розкопки, жителі Хараппи були знайомі з міддю, бронзою, свинцем і оловом і розробляли нові методи їх обробки і отримання. Проміжне положення між индською і месопотамською займала т. зв. маргіанська цивілізація.

## Східна Азія

### Китай
Історики розходяться в оцінках того, в які часові рамки слід укладати бронзову добу в Китаї. Проблема полягає переважно в самому терміні: він був спочатку призначений для позначення такого історичного періоду, який розпочався з витісненням кам'яних знарядь бронзовими і закінчився заміною останніх залізною — тобто використання нового матеріалу автоматично означало застарівання колишнього. Стосовно до Китаю, проте, спроби визначити чіткі межі епохи ускладнюються тим фактом, що поява технології виплавки заліза не зробила явного одноразового впливу на вживання бронзових гармат: вони продовжували використовуватися одночасно із залізними. Найбільш ранні знахідки виробів з бронзи відносяться до культури Мацзяяо (3100 — 2700 роки до н. е.); починаючи з цього моменту, суспільство поступово вступало в бронзову добу.
Зародження китайської бронзової металургії асоціюється з культурою Ерлітоу. Деякі історики вважають, що відповідний історичний період слід відносити до династії Шан, інші переконані, що мову слід вести про більш ранню династію Ся. У свою чергу, фахівці Національної галереї мистецтва США визначають бронзову добу в Китаї як період між 2000 і 771 роками до н. е., пов'язуючи її початок, знову-таки, з культурою Ерлітоу, а раптове завершення — з падінням династії Західного Чжоу. Таке трактування забезпечує чіткість часових меж, проте в недостатній мірі враховує збереження важливості та актуальності бронзи для китайської металургії та культури в цілому.
Оскільки наведені дати є більш пізніми в порівнянні, наприклад, з моментом відкриття бронзи в Стародавньої Месопотамії, ряд дослідників вбачає підстави припускати, що відповідні технології були ввезені в Китай ззовні, а не розроблені жителями країни самостійно. Інші вчені, навпаки, переконані, що китайська бронзова металургія могла сформуватися автономно, без факторів зовнішнього впливу. Прихильники запозичення, зокрема, посилаються на відкриття Таримських мумій, які, на їхню думку, може свідчити на користь шляху запозичення технологій із заходу.
Залізо з'являється на території Китаю з того історичного періоду, який асоціюється з династією Чжоу, однак масштаб його використання мінімальний. Китайська література, що датується шостим століттям до н. е., свідчить про наявність знань з виплавки заліза, але, тим не менш, бронза і після цього моменту продовжує займати істотне місце в результатах археологічних та історичних досліджень. Історик Вільям Уайт, наприклад, стверджував, що бронза була витіснена залізом до завершення династії Чжоу (256 рік до н. е.), І бронзові вироби становлять більшість серед металевих судин до самого початку династії Хань (221 рік до н. е.).

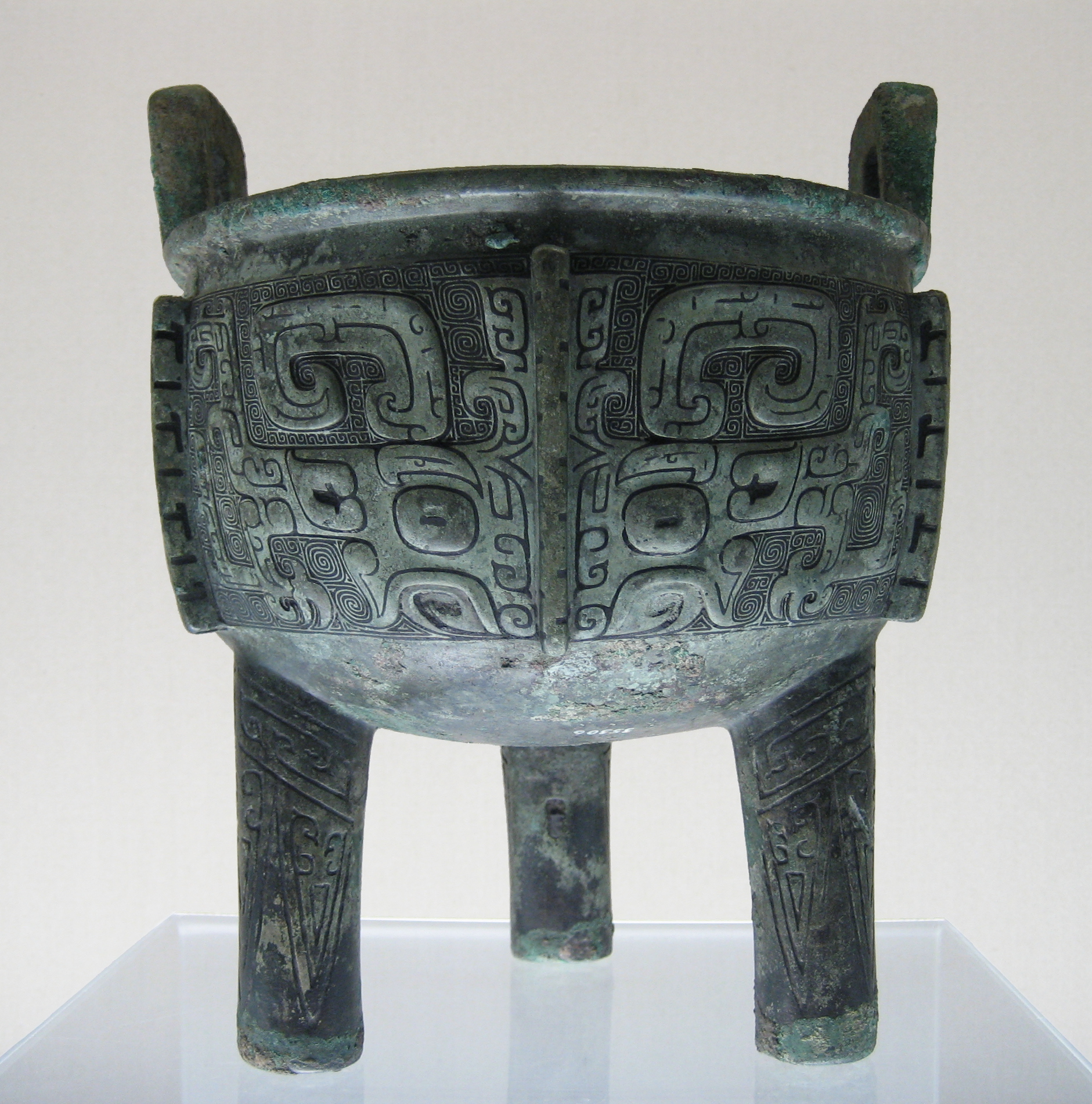
Триніжок «дін», пізня династія Шан

Китайські бронзові артефакти, як правило, або мають утилітарно-прикладний характер (накінечники списів, леза тесел і т. ін.), Або являють собою зразки ритуального начиння — більш ретельно виготовлених зразків предметів повсякденного побуту (судин, інструментів, зброї і так далі). Як приклад можуть бути наведені великі жертовні триніжки, відомі під найменуванням «Дін», хоча існували й інші специфічні форми, що характеризуються тими чи іншими відмінностями. Та давньокитайське ритуальне начиння, яке збереглося до наших днів, зазвичай багато прикрашена, часто з використанням мотивів таоте — інакше кажучи, стилізованими зображеннями пик звірів або демонів, а також різноманітними абстрактними символами. Багато великих виробів також мають на собі написи, що становлять основний масив збережених зразків давньокитайської писемності; з їх допомогою історики та археологи простежують протягом історії Китаю, особливо протягом династії Чжоу (1046—256 роки до н. е.).
Зокрема, бронзове начиння Західної Чжоу «документує» обширні пласти історії, що не описуються в збережених текстах, за авторством людей з різним рангом або становищем у суспільстві. З очевидних фізичних причин ймовірність збереження записів на бронзі істотно вище, ніж рукописів. Ці записи, як правило, поділяються на чотири основні частини: відсилання до дати і місця подій, найменування події, яку потрібно запам'ятати, список товарів, переданих реміснику в обмін на виріб, і присвята. Відносні опорні точки, що забезпечуються даними судинами, дозволили історикам асоціювати їх з певними періодами в рамках Західної Чжоу, а, отже, і простежити еволюцію не тільки самих виробів, але і подій, на них описаних.

### Індокитай
В Бан Чанге (Таїланд) були виявлені бронзові артефакти, які датуються 2100 р. до н. е..
В донгшонській культурі широко використовувалися бронзові барабани. Вони виготовлялися приблизно з 600 років до н. е. і до третього сторіччя до н. е. Ця культура розташовувалася в областях поблизу від Червоної річки на півночі В'єтнама, барабани були знайдені і впоперек області, що тягнеться з Індонезії до південного Китаю.

## Америка

### Південна Америка
Перші знахідки виробів з арсенової бронзи в Південній Америці відносяться до культури мочика (середина I тисячоліття н. е., Північне Перу). Культури Тіуанако і уарі виплавляли вже класичну олов'янисту бронзу. Держава інків Тауантінсуйу вже може вважатися цивілізацією розвиненої бронзової доби.

### Месоамерика
Поодинокі знахідки бронзових предметів (можливо, південноамериканського походження) були зроблені на заході Мексики. В цілому ж термін «бронзова доба» до культур Месоамерики не застосовується (див. Месоамериканська хронологія).

## Північна Африка
Якщо стародавній Єгипет і ряд сусідніх культур північного сходу Африки (наприклад, Нубія) зіграли важливу роль в історії бронзової доби, то на іншій території Африки мистецтво обробки металу з'явилося значно пізніше. Незважаючи на те, що в північну Африку проникали європейські культури бронзової доби (так, в Марокко виявлені сліди культури дзвоноподібних кубків), металургія проникає туди лише за часів фінікійської колонізації, близько 1100 р. до н. е., а в центральній Африці металургія з'являється ще пізніше, у часи європейського Середньовіччя.

## Архітектура бронзової доби
В епоху бронзи переважне значення отримала монументальна архітектура, виникнення якої пов'язане з розвитком релігійних уявлень, з культом предків і природи, тобто з духовними уявленнями суспільства. Мегалітичні споруди зводилися зусиллями всієї первісної общини і були вираженням єдності роду.

## Бронзова доба на території України
Бронзову добу на території України на сучасному етапі датують ІІІ — кінцем II тис. до н. е. Останнє вказує на більш рівномірне входження стародавніх племен України до бронзової доби разом з іншим стародавнім населенням Передньої Азії, Кавказу та Східного Середземномор'я. На півдні України бронзова доба змінюється кімерійсько-скіфським періодом ранньої залізної доби.